# Chatanga (Ort)
Chatanga (russisch Ха́танга) ist ein Dorf in der russischen Region Krasnojarsk (bis zu seiner Auflösung Ende 2006 im Autonomen Kreis Taimyr, heute Rajon Taimyr der Dolganen und Nenzen bzw. Taimyrski Dolgano-Nenezki rajon) in Nordsibirien. Es hat 2645 Einwohner (Stand 14. Oktober 2010) und ist Sitz der Landgemeinde Chatangskoje selskoje posselenije.

## Geographische Lage
Chatanga liegt in der Taimyrsenke, dem Mittelteil des Nordsibirischen Tieflands etwa 15 km unterhalb des Zusammenflusses von Cheta und Kotui zur Chatanga und etwa 208 km oberhalb von deren Trichtermündung Chatangagolf, die in die zum Nordpolarmeer gehörende Laptewsee überleitet. In seen- und sumpfreicher Region der Tundra befindet es sich unmittelbar an der Chatanga bei 1 m Höhe.

## Verschiedenes
Chatanga verfügt über den Flughafen Chatanga (ICAO-Code: UOHH), ein Hotel, ein Naturhistorisches Museum und mehrere Wetterstationen. Er ist Ausgangspunkt vieler Polarexpeditionen.

## Geschichte

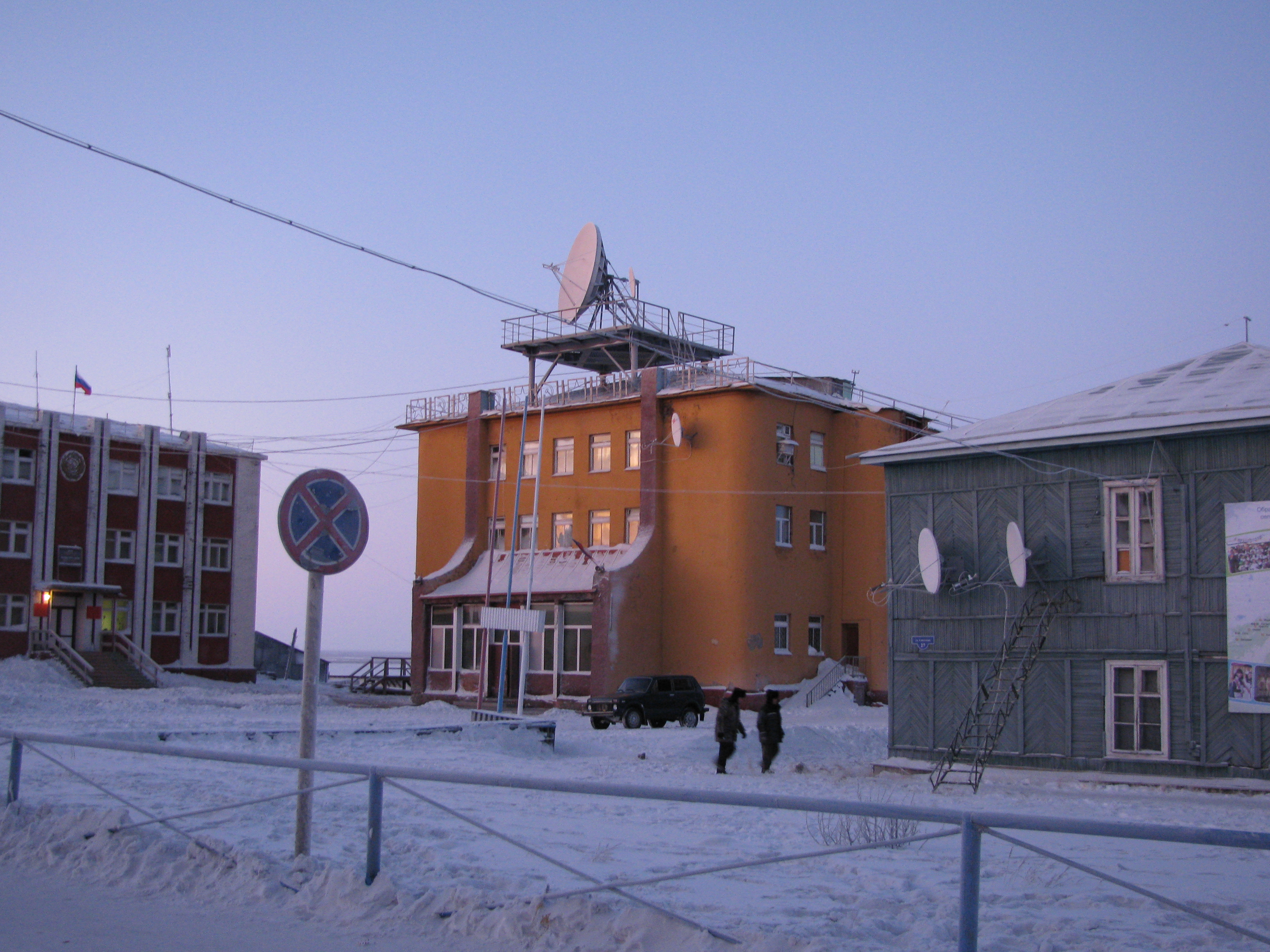
Post in Chatanga

Die Siedlung wurde als Chatanskoje (Хатанское) gegründet.
Während des Zweiten Weltkrieges waren in Chatanga und Umgebung verbannte Zwangsarbeiter vor allem mit dem Fang und der Verarbeitung von Fisch beschäftigt. Bei den Verbannten handelte es sich überwiegend um Wolgadeutsche, Finnen und Letten.
Am 6. Dezember 1969 kam es 13 km vom Flughafen Chatanga entfernt zu einem Flugzeugabsturz mit 8 Todesopfern, der durch die starke Vereisung der Tragflächen verursacht wurde.
Bekannt wurde der Ort auch durch das Jarkow-Mammut, das 1999 aus dem Permafrostboden der Taimyrhalbinsel geborgen und danach in der in den 1950er Jahren als Zwischenlager für Fisch und Fleisch angelegten Eishöhle von Chatanga aufbewahrt und untersucht wurde. Schon zuvor waren mehrere teilweise erhaltene Mammuts und andere seltene Fossilien in der Region Chatanga entdeckt worden.

### Bevölkerungsentwicklung
| Jahr | Einwohner |
| ---- | --------- |
| 1939 | 1037      |
| 1959 | 1979      |
| 1970 | 3833      |
| 1979 | 4868      |
| 1989 | 6385      |
| 2002 | 3450      |
| 2010 | 2645      |

Anmerkung: Volkszählungsdaten

## Klima

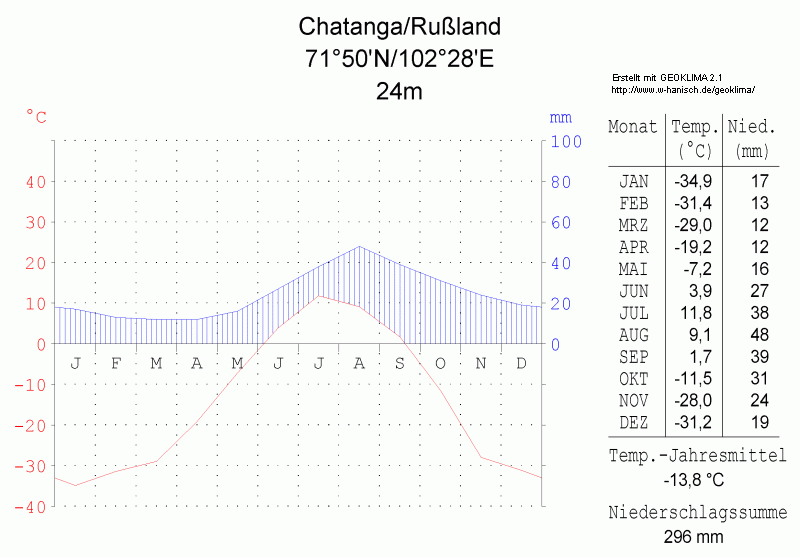
Klimadiagramm von Chatanga

Das Klima in Chatanga ist subpolar-kontinental mit humider Prägung. Die jährliche Durchschnittstemperatur liegt bei −13,8 °C. Der wärmste Monat ist der Juli mit etwa +12 °C. Das Thermometer steigt um diese Jahreszeit nicht selten auf über +25 °C; die höchste gemessene Temperatur betrug +36,7 °C. Der kälteste Monat, der Januar, hat eine Durchschnittstemperatur von −35 °C; die tiefste gemessene Temperatur betrug −59 °C. Die jährliche Niederschlagsmenge liegt bei durchschnittlich 296 mm. Die Hauptniederschlagsmenge fällt in den Monaten Juni bis Oktober. Die Region Chatanga wird häufig von Orkanen heimgesucht.